# وتيشة
قرية وتيشة، إحدى قرى منطقة جازان وهي قرية سكنية تابعة لبلدية محافظة صبيا جنوب غرب المملكة العربية السعودية، تبعد 15 كم باتجاه الجنوب الشرقي من مدينة صبيا وتبعد عن قرية المعترض بكيلو متر واحد إلى جهة الشرق في طريق أسفلتي.

## الموقع
تقع وتيشة في السهل الممتد بين جبال السروات شرقاً والشواطئ الشرقية للبحر الأحمر غرباً، بالقرب من مدينة صبيا في الجزء الجنوبي الغربي من المملكة العربية السعودية، وتبعد حوالي أربعين كيلومتراً بالاتجاه الشمالي الشرقي من مدينة جازان، عند خط طول 42 درجة وخط العرض 17 درجة.

## عدد السكان
بلغ عدد سكان قرية وتيشه بحسب التعداد السكاني للعام 1431 هـ () نسمة منهم () من السعوديين و() غير السعوديين.

## انظر ايضاً
- صبيا
- المعترض
- جخيرة

## وصلات خارجية
- بيانات المجلس البلدي من الأمانة العامة لشؤون المجالس البلدية
- حصر الخدمات بالمدن والقرى بمنطقة جازان
- دليل الخدمات بمنطقة جازان
- مصلحة الإحصاءات العامة والمعلومات.